# Boeing E-4
Boeing E-4 Advanced Airborne Command Post je ameriški strateški leteči komandni center, ki naj bi se uporabljal v krizah, kot npr. jedrska vojna. Razvit je na podlagi potniškega Boeinga 747-200B. E-4 je opremljen s sistemom VLF, ki mu omogoča komunikacijo s strateškimi podmornicami, oboroženimi z balističnimi raketami. Letalo naj bi bilo »utrjeno« proti učinkom elektromagnetnega pulza (EMP), ki se pojavi ob eksploziji jedrskega orožja. E-4 lahko s prečrpavanjem goriva ostane v zraku do 150 ur.
V uporabi so štiri letala.

## Specifikacije (E-4B)
Podatki iz USAF Fact Sheet, Boeing 747-200 specifications
Splošne karakteristike
- Posadka: do 112
- Dolžina: 231 ft 4 in (70,5 m)
- Razpon kril: 195 ft 8 in (59,7 m)
- Višina: 63 ft 5 in (19,3 m)
- Površina kril: 5500 ft² (510 m²)
- Teža praznega letala: 410000 lb (190000 kg)
- Naložena teža: 800000 lb (360000 kg)
- Maks. vzletna teža: 833000 lb (374850 kg)
- Pogon letala: 4 × General Electric CF6-50E2 turbofani, 52500 lbf (234 kN) vsak

 Zmogljivost 
- Maks. hitrost: 523 vozlov (602 mph, 969 km/h)
- Potovalna hitrost: Mach 0,84 (555 mph, 895 km/h)
- Doseg: 6200 nmi (7100 milj, 11000 km)
- Trajanje leta: 150+ ur (z prečrpavanjem goriva v zraku)
- Višina leta: 45000 ft (14000 m)
- Obremenitev kril: 150 lb/ft² (730 kg/m²)
- Razmerje potisk/teža: 0,26